# Bouafles

Bouafles este o comună în departamentul Eure, Franța. În 1 ianuarie 2022 avea o populație de 647 de locuitori.